# Рябручей
Рябручей — ручей в России, протекает по территории Сумпосадского сельского поселения Беломорского района Республики Карелии. Длина ручья — 15 км.

## Физико-географическая характеристика
Ручей течёт преимущественно в северо-восточном направлении.
В общей сложности имеет семь малых притоков суммарной длиной 18 км.
Устье ручья находится в 15 км по левому берегу реки Вирмы, впадающей в Онежскую губу Белого моря.
Населённые пункты на ручье отсутствуют.
Код объекта в государственном водном реестре — 02020001412202000007034.